# Szamosjenő
Szamosjenő (máskképp Kisjenő, románul Fundătura) település Romániában, Kolozs megyében.

## Fekvése
Kolozsvártól 32 km-re keletre, Szamosújvártól 14 km-re délre, Kendilóna, Lózsárd és Nagyiklód közt fekszik.

## Története
1269-ben egy V. István által kiadott oklevélben említik először, Geneu néven. Ebben az oklevélben megemlíti, hogy a településnek egy Szent Becket Tamás tiszteletére szentelt temploma van.
A reformációt követően a lakosság az unitárius hitre tért, de a 17. század elején áttérnek a református vallásra. A települést 1658-ban a tatárok égetik fel, a pusztítást a település csak nehezen heveri ki, még 1700-ban is csak 11 lakosa van. A 18. században románok költöznek a faluba, a kevés magyar lakosság asszimilálódik közéjük. A templom is elpusztult, de 1860-ban Kádár Mihálynak a lakosok még meg tudták mutatni az alapköveit, valamint néhány régi magyar sírkereszt is látható volt.
A trianoni békeszerződésig Szolnok-Doboka vármegye Szamosújvári járásához tartozott.

## Lakossága
1910-ben 879 lakosából 833 román, 43 magyar és 3 német volt.
2002-ben 715 lakosa volt, ebből 690 román, 19 magyar és 6 cigány.